# Personificare națională

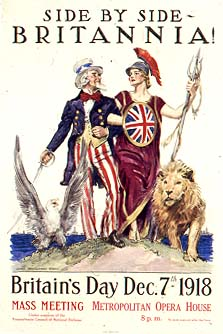
Britania împreună cu Unchiul Sam, reprezentând alianța dintre SUA și Regatul Unit în timpul Primului Război Mondial.

O personificare națională este o personificare antropomorfică a unei națiuni sau a locuitorilor acesteia. Aceasta ar putea apărea în desene politice sau în propagandă.
Exemple de personificări naționale: 
| Country                    | Image | Personification |
| -------------------------- | ----- | --------------- |
| Armenia                    |       | Mama Armenia    |
| Bulgaria                   |       | Maica Bulgaria  |
| Europa                     |       | Europa          |
| Franța                     |       | Marianne        |
| Georgia                    |       | "Mama Georgiei" |
| Germania                   |       | Germania        |
| Grecia                     |       | Hellas          |
| Italia                     |       | Italia Turrita  |
| Norvegia                   |       | Mama Norvegia   |
| Polonia                    |       | Polonia         |
| Portugalia                 |       | Zé Povinho      |
| Romania                    |       | România         |
| Rusia                      |       | Maica Rusia     |
| Serbia                     |       | Maica Serbia    |
| Spania                     |       | Hispania        |
| Suedia                     |       | Mama Svea       |
| Elveția                    |       | Helvetia        |
| Regatul Unit               |       | Britania        |
| Statele Unite ale Americii |       | Unchiul Sam     |